# Trương Thanh (Địa Sát)
Trương Thanh, tên hiệu Thái Viên Tử (Người làm vườn), là một nhân vật hư cấu trong tiểu thuyết cổ điển Trung Quốc Thủy hử. Ông là một trong 72 Địa Sát Tinh của 108 anh hùng Lương Sơn Bạc.

## Xuất thân
Trương Thanh vốn làm nghề cướp bóc quanh đồi Thập Tự ở Mạnh Châu để sinh sống. Cha của Tôn Nhị Nương một lần đi qua đồi Thập Tự, bị Trương Thanh chặn lại. Vốn hồi trẻ cũng từng đi cướp bóc, ông đánh bại được Trương Thanh, thấy anh ta nhanh nhẹn nên đem về dạy võ nghệ, rồi gả con gái cho.
Sau đó, hai vợ chồng mở quán rượu ở đồi Thập Tự. Gặp các khách thương qua đường bất cẩn, họ đánh thuốc mê, cướp tài sản, xả thịt để bán như thịt trâu bò, nhồi thịt vào bánh bao. Tôn Nhị Nương trông quán chủ yếu còn Trương Thanh đi loanh quanh kiếm củi, nghe ngóng tình hình. Sau khi thất bại trong việc chuốc rượu Võ Tòng, họ tỉ thí võ thuật và kết làm huynh đệ. Võ Tòng gọi theo Thi Ân, và họ cùng lên Nhị Long Sơn của nhóm Lỗ Trí Thâm, Dương Chí, Tào Chính.

## Gia nhập Lương Sơn Bạc
Sau này, khi đại quân Lương Sơn Bạc đến cứu giúp Tam Sơn (Đào Hoa Sơn, Bạch Hổ Sơn, Nhị Long Sơn) thì họ đã cùng đầu quân về với Lương Sơn Bạc.
Khi định ngôi thứ tại Lương Sơn Bạc, vốn làm chủ quán rượu, vợ chồng Trương Thanh được giao nhiệm vụ quản lý quán rượu phía tây để dò xét, thu thập tin tức.

## Chiêu an và tử trận

### TrongHậu Thủy Hử
Sau khi nhận chiêu an của triều đình, vợ chồng Trương Thanh cùng Tống Công Minh và các đầu lĩnh khác tham gia nhiều cuộc đông chinh tâu thảo lập rất nhiều công trạng, ở chiến dịch đánh Phương Lạp, trong trận đánh tại Hấp Châu, khi hỗn chiến, Trương Thanh bị quân của Phương Hậu giết chết.

### TrongThủy Hử1980
Trương Thanh cùng vợ dẫn đạo quân đánh Phương Lạp ở trong rừng, vợ bị sập bẫy và ông đã hi sinh tính mạng để cứu

### TrongThủy Hử2011
Trương Thanh cùng vợ đổ thuốc mê vào một cái giếng cạnh một ngôi nhà hoang trên đường Phương Lạp chạy trốn. Tay chân của Phương Lạp bị mê man hết nhưng y giả vờ bị trúng thuốc mê. Thừa lúc hai vợ chồng Trương Thanh đến gần đã rút dao đâm chết cả hai.